# برادفورد ويست ويليمباري (أونتاريو)
برادفورد ويست ويليمباري، أونتاريو (بالإنجليزية: Bradford West Gwillimbury)‏ هي مدينة كندية تقع في مقاطعة أونتاريو. تبلغ مساحة هذه المدينة 201.0284 (كم²)، ويبلغ عدد سكانها 24039 نسمة حسب إحصاء سنة 2006 م، بينما كان يسكنها 22228 نسمة في سنة 2001 م. تحتل هذه المدينة المرتبة رقم 161 بين مدن كندا حسب عدد السكان والمرتبة رقم 64 في المقاطعة. نما عدد السكان في هذه المدينة بنسبة (8.1) بين العامين المذكورين.

## أعلام
- هاريس جورج روجرز
- ماثيو مكاي

## وصلات خارجية
- الأطلس الحكومي لكندا
- إحصاءات كندا مع ساعة تعداد السكان